# Halász Henrik
Halász Henrik, 1883-ig Kohn (Hódmezővásárhely, 1865. augusztus 7. – Budapest, 1953. december 31.) magyar zsidó  orvos, fül-orr-gégész.

## Élete
Kohn Ferenc hódmezővásárhelyi kereskedő és Fischer Júlia fia. A gimnáziumot szülővárosában végezte, s emellett egy francia nevelő francia és német nyelvre, továbbá zenére is oktatta. Már gimnáziumi tanuló korában írt a Képes Családi Lapokba, s a hódmezővásárhelyi lapokba franciából fordított tárcákat és elbeszéléseket. 
1884-ben a Budapesti Tudományegyetemen orvosnövendék lett, majd másodéves korában Lenhossék József demonstrátorául alkalmazta. Ötödéves korában Mihalkovits tanár gyakornoka, majd másodsegédje volt. 
1890-ben orvosdoktori oklevelet nyert és Thanhoffer Lajos II., majd egy évre I. asszisztensének nevezte ki. 1892-ben külföldre ment és meglátogatta Boroszló, Lipcse, Drezda, Berlin, London, Párizs és Bécs orvosegyetemeit, s az orr-, gége- és fogbántalmak tanulmányozásával foglalkozott.
1892-ben cikke jelent meg a Gyógyászatban (A kéz- és lábújjak egy ritka monstruositása és annak öröklése.) 
Először szülővárosában, később Miskolcon lett gyakorló és közkórházi főorvos.

### Családja
Első felesége Schweiger Julianna (1873–1943) volt, Schweiger Mór uradalmi tiszttartó és Ofner Betti lánya, akivel 1892. december 26-án Budapesten kötött házasságot.
Gyermekei (első feleségétől):
- Halász Ferenc (1893–1976),[7] felesége Wollner Hanna volt.
- dr. Halász György (1896–1945) fogorvos, felesége Hoffner Klára Albertina zongoratanárnő volt.[8] A holokauszt áldozata lett.
- Halász Katalin (1901–?), férje Ábel Pál zeneszerző volt, akitől 1933-ban elvált.[9]
- Halász Anna (1903–1986), férjezett Szávai Ferencné.

Második házastársa Plesch Melánia volt.

## Természetes terápia
Az 1920-as évektől fejlesztette ki természetes terápiáját (rákos és más betegek kezelésére). Szemléletének megfelelően teljes terápiájában fő helyen áll a természetes táplálkozás, a böjtök, a gyümölcskúrák. Ezeket egészítette ki más természetes gyógymódokkal. 45 fok hőmérsékletű izzasztófürdőket alkalmazott másodnaponként. Betegeit az egész kúra folyamán körülbelül 16 ízben így izzasztotta 15-30 percig. A bevezető 7-8 napos teljes böjt (citromos víz) után több hetes gyümölcskúra, majd vegyes nyers koszt következett. A természetes gyógyintézeti ápolás mellett három héten keresztül minden nap 10-16 liternyi 37 fokos vízzel bélmosást végeztetett. Mindezt naponta háromszor légzőgyakorlatok, mélylégzés, szabadban való séták, testmozgás (torna, jógagyakorlatok), fürdő, napkúra kísérte.
"Rákot csak úgy gyógyíthatunk meg, ha regeneráljuk az egész szervezetet. A rák ezután a regeneráció folyamán önmagától eltűnik."

## Művei
- A berlini, londoni és párisi fogásziskolákról. Budapest, 1892 (Különnyomat az Orvosi Hetilapból)
- Vese kettős húgyvezérrel. Budapest, 1892 (Különnyomat az Orvosi Hetilapból és németül az Anatom. Anzeigerben, 1894)
- A hangrésszűkület, a hangszalagok hártyás összeszövése. Budapest, 1893 (különnyomat a Gyógyászatból)
- A boncztan tanításának néhány újabb módszeréről. Budapest, 1894 (különnyomat az Orvosi Hetilapból)
- Ritka fogfejlődési anomália egy eset kapcsán. Budapest, 1894 (különnyomat a Gyógyászatból; németül is az Allgemeine Medizinische Centralzeitungban)
- Fogbántalmak viszonya a gégehuruthoz. Budapest, 1894 (Különnyomat a Gyógyászatból)
- A rákbetegség megelőzése és gyógyítása természetes gyógymóddal, 1939
- Meglepő sikerű gyógyítás böjtkúra útján: sok betegség esetében átütő hatású új gyógymód, 1939
  - Meglepő sikerű gyógyítás böjtkúra útján, reprint-2013 (Belső Egészség Kiadó)
- A böjtölés (böjtkúra) mint gyógytényező, 1940